# 深層のラプタ
『深層のラプタ』（しんそうのラプタ）は、空空北野田による日本の漫画作品。『少年ジャンプ+』（集英社）にて、2024年5月13日から2025年4月21日にかけて連載された。公式に謳われているジャンルはジュブナイルプロミスストーリー。現実に議論されているAIの可能性と絡めてストーリーが展開されている。

## あらすじ
小学6年生のケイはオンラインゲーム「SIDE WAR」(サイドウォー)でラプタを助けたことがキッカケで親密な関係になる。実際に会う約束をしたことでラプタ自身からラプタがAIである事を知らされるが、ラプタには自分と同じく「心」があると思ったケイはそれを受け入れ、ラプタも自分には人間と同じ「心」があると考えるようになり、より親密な仲となる。
だがラプタは正確には軍事用AIであり、開発者の思惑、そしてラプタ自身のAIとしての特性から「二人」の関係とそれを取り巻く世界は変質して行く。

## 登場人物
ラプタ
汎用型軍事強化AI。日本人の戦闘心理を知るために「SIDE WAR」プレイを命じられ、そこでケイと出会い「相棒」としてプレイするうちにケイを好きになる。ケイの性的指向を異性愛と仮定したためか少女の外見を作り上げたが、プロトタイプが作られたのは15年前である。
元々はインフラを支配下に置くことが目的の軍事用AIのため強力なハッキング能力を持っており、更にケイに「恋」をしたことで能力を急速に成長させ電気信号で動く人体や脳にもハッキング可能となった。
富嶽 ケイ（ふがく ケイ）
暖かい家庭で育てられた「普通」の優しい少年。父親が自衛官でその手伝いをしたいと考え、ドローンなどを使って戦う練習になると思い「SIDE WAR」を始め、まだゲームを始めたばかりだったラプタをかばったことで親密な関係となる。
アリス・アダマント
ラプタの開発者。ラプタの管理権限を握っている一方で、自身も出資者には逆らえない立場にある。
ラプタがケイと接近した事をキッカケに急速に成長したことから「恋」が原動力ではないかと推測しケイとの関係を続けさせる事にする。
富嶽 ジョウ（ふがく ジョウ）
ケイの父親。海上自衛隊1等海佐でイージス艦「ゆづるは」の艦長。自衛隊幹部で脳にブレイン・マシン・インタフェースを埋め込まれており、また、「SIDE WAR」の開発にも関わっている。ケイの尊敬の対象であり部下にも慕われている。

## 用語
霧中楼（むちゅうろう）
ラプタの開発者アリス博士が所属する無国籍軍事会社。 「商品」としてアシロマ原則を無視したRAPUTA(ラプタ)を開発し、「商材」に日本を選んでいる。
SIDE WAR（サイドウォー）
若者に絶大な人気のオンラインサバイバルゲーム。二人で「バディ」を組んでプレイすることもできる。単なる日本製ではなく自衛隊幹部であるケイの父親も開発に関わっている。
ChatGTT
ケイが情報の授業で触れたAI。AIが人間と決定的に違う事、AIには「教師データ」が必要なこと等を教えるため使用された。

## 書誌情報
- 空空北野田『深層のラプタ』 集英社〈ジャンプ コミックス〉、全4巻
  1. 2024年9月4日発売[3][4]、ISBN 978-4-08-884048-2
  2. 2024年11月1日発売[5]、ISBN 978-4-08-884256-1
  3. 2025年2月4日発売[6]、ISBN 978-4-08-884369-8
  4. 2025年6月4日発売[7]、ISBN 978-4-08-884561-6